# Kombinacja norweska na Zimowych Igrzyskach Olimpijskich 2014 – kwalifikacje

## Zasady kwalifikacji
Liczba miejsc do obsadzenia na igrzyskach jest ustalona przez Międzynarodowy Komitet Olimpijski. W zawodach weźmie udział maksymalnie 55 zawodników. Narodowy komitet olimpijski może wystawić maksymalnie 5 reprezentantów. W jednej konkurencji może wystartować maksymalnie 4 zawodników z jednego kraju.
Do igrzysk zakwalifikują się zawodnicy, którzy między lipcem 2012 a 19 stycznia 2014 zdobyli przynajmniej 1 punkt w zawodach Pucharu Świata lub Pucharu Kontynentalnego.

## Tabela kwalifikacji według kraju
| Reprezentacja     | Zawodnicy |
| ----------------- | --------- |
| Austria           | 5         |
| Czechy            | 4         |
| Estonia           | 3         |
| Finlandia         | 4         |
| Francja           | 5         |
| Japonia           | 5         |
| Niemcy            | 5         |
| Norwegia          | 5         |
| Polska            | 1         |
| Rosja             | 4         |
| Słowenia          | 3         |
| Stany Zjednoczone | 4         |
| Szwajcaria        | 1         |
| Ukraina           | 1         |
| Włochy            | 5         |